# Boer (Fryzja)
Boer – wieś w Holandii, w prowincji Fryzja, w gminie Franekeradeel.